# Hans-Joachim Reck
Hans-Joachim Reck (* 4. August 1952 in Uelzen) ist ein ehemaliger deutscher Politiker der CDU.
Reck war unter anderem Bundesgeschäftsführer der CDU und hatte mehrere kommunale Ämter inne. Seit seinem Rückzug aus der aktiven Politik ist er in unterschiedlicher Position für verschiedene Unternehmen tätig.

## Leben

### Parteilaufbahn
Hans-Joachim Reck studierte Rechtswissenschaften an der Universität Münster und schloss seine juristische Ausbildung 1979 mit beiden juristischen Staatsexamen ab. Nach dem Studium schlug er zunächst eine Verwaltungslaufbahn mit Stationen in verschiedenen kommunalen Wahlämtern ein. 1979 wurde er zum Stadtrechtsrat bei der Stadt Lage berufen. Es folgte eine zweijährige Tätigkeit als Büroleiter und Persönlicher Referent des damaligen Vorsitzenden der CDU-Fraktion im Nordrhein-Westfälischen Landtag, Kurt Biedenkopf. Von 1983 bis 1985 war Reck als Beigeordneter des Deutschen und Nordrhein-Westfälischen Städte- und Gemeindebundes tätig. Eine Amtszeit als Kreisdirektor des Kreises Lippe, Detmold, schloss sich von 1985 bis 1991 an. Im Jahr 1991 avancierte Reck zum Oberkreisdirektor des Rheinisch-Bergischen Kreises. Von 1993 bis 1996 war Reck unter Generalsekretär Peter Hintze Bundesgeschäftsführer der CDU. In dieser Funktion koordinierte und gestaltete er erfolgreich den Bundestagswahlkampf der CDU. Bei der Bundestagswahl 1994 gelang es ihm vor allem mit der so genannten Rote-Socken-Kampagne gegen SPD und PDS, für die CDU ein Wahlergebnis von 41,5 % auf Bundesebene zu erreichen. In seine Amtszeit fielen darüber hinaus erfolgreiche Europawahlen (z. B. 1994) sowie 15 Landtagswahlen.
1996 wechselte Reck in das Management der Deutsche Telekom AG in Bonn. Er leitete dort bis 2001 den Zentralbereich Top-Management-Personal. Von 2001 bis 2003 führte er den Zentralbereich Konzernsteuerung Vertriebskontakte.
2003 kehrte Reck in die Politik zurück und übernahm für drei Jahre das Amt des Generalsekretärs der CDU in Nordrhein-Westfalen. In dieser Funktion managte er 2005 den Landtagswahlkampf so erfolgreich, dass die CDU nach langjähriger Opposition den Auftrag zur Regierungsbildung in Nordrhein-Westfalen erhielt; eine mittelbare Folge waren noch im selben Jahr Neuwahlen auf Bundesebene.
Von Juni 2005 an war Reck Mitglied des Landtages Nordrhein-Westfalen und Vorsitzender des Wirtschaftsausschusses. Im Laufe des Jahres 2006 zog er aus Konflikten mit Ministerpräsident Jürgen Rüttgers die Konsequenz und legte sein Amt als Generalsekretär wie auch sein Landtagsmandat (Wahlkreis Wuppertal) nieder, nachdem er trotz des erfolgreich geführten Wahlkampfs bei der Kabinettsbildung unberücksichtigt geblieben war.

### Nach der politischen Karriere
Nach der Niederlegung der politischen Ämter nahm Reck erneut eine Tätigkeit in der Privatwirtschaft auf und wurde Partner bei der Heidrick & Struggles Unternehmensberatung GmbH & Co. KG.
Am 1. September 2007 trat Hans-Joachim Reck die Nachfolge von Michael Schöneich als Geschäftsführendes Präsidialmitglied und Hauptgeschäftsführer des Verbandes kommunaler Unternehmen (VKU) an. Am 1. September 2015 übernahm Katherina Reiche seine Nachfolge. Reck ist ehrenamtlicher Präsident des Bundesverbandes öffentlicher Dienstleistungen (BVÖD) sowie der deutschen Sektion der CIRIEC. Er ist ferner President of the German Alumni Association of Eisenhower Fellowships. Am 12. Dezember 2011 wurde Hans-Joachim Reck zum Präsidenten des Europäischen Zentralverbandes der öffentlichen Arbeitgeber und Unternehmen in Europa (CEEP – European Centre of Employers and Enterprises providing Public services) gewählt. Von 2015 bis 2020 war Reck Mitglied des Aufsichtsrats der OMB AG. Nach seiner Tätigkeit beim VKU war er zudem als Rechtsanwalt bei Ketchum tätig. Nachdem ihm Mitte 2016 auch in diesem Amt Reiche gefolgt war, nahm er eine Tätigkeit als Berater bei der Wirtschaftskanzlei Gleiss Lutz an. Seit 2017 ist er für die Wirtschaftskanzlei Taylor Wessing tätig.

### Privates
Reck ist verheiratet und hat einen erwachsenen Sohn.

## Politische Ziele
Reck charakterisiert sich ordnungspolitisch selbst als „der kommunalen Selbstverwaltung sowie der sozialen und ökologischen Marktwirtschaft verpflichtet“. Dies belegt er auch mit seiner langen beruflichen Tätigkeit auf Ebene der kommunalen Selbstverwaltung. Er beschreibt die kommunalen Unternehmen in Deutschland als den zentralen Infrastrukturdienstleister rund um Energie, Wasser/Abwasser und Abfallwirtschaft. Die Stadtwerke sind für ihn der„energiepolitische Mittelstand“, die auch langfristig eine gute Perspektive hätten. Denn seiner Ansicht nach wird die Energieversorgung der Zukunft von dezentralen Erzeugungsstrukturen – z. B. Kraft-Wärme-Kopplung, Wind, Biomasse, Fotovoltaik und Geothermie – geprägt sein. Kommunale Unternehmen seien mit ihrer lokalen Präsenz dabei wie geschaffen, diese dezentrale Zukunft als entscheidender Netzwerkpartner erfolgreich mit zu gestalten.
Denn in der Wirtschafts- und Finanzkrise 2008 habe sich gezeigt, dass kleine Einheiten besser in der Lage seien, solche Ereignisse abzufangen. Überschaubare Einheiten und angemessene Gewinnerwartungen stünden bei den Menschen hoch im Kurs, „Privat vor Staat“ habe als Leitmotiv ausgedient. Der Unterschied zwischen der Kommunalwirtschaft und den privaten Wettbewerbern sei daher auf eine einfache Formel zu bringen: „citizen value“, also das Wohl der öffentlichen Gemeinschaft, statt „shareholder value“ – Langfristigorientierung statt kurzfristigem Gewinnstreben. Das schlage sich in den Geschäftsmodellen kommunaler Unternehmen nieder: zuverlässige und umweltverträgliche, kundennahe und preiswürdige Versorgung bei höchster Qualität seien Werte, die Bürger immer wieder in Umfragen eindeutig mit kommunalen Unternehmen assoziieren würden. Stadtwerke stünden für diese moderne, dezentrale Energieversorgung und hätten dafür Investitionen in Milliardenhöhe eingeplant.
Aus diesem Grund positionierte sich der VKU deutlich gegen eine unkonditionierte Laufzeitverlängerung der bestehenden 17 deutschen Atomkraftwerke, wie es im Energiekonzept der Bundesregierung vorgesehen ist. Denn gerade Stadtwerke hätten viel Geld in moderne Kraft-Wärme-Kopplungs-Anlagen (KWK), Gas- und Dampfturbinen (GuD)-Anlagen und den Ausbau erneuerbarer Energien investiert oder wollten dies noch tun. Gerade KWK und GuD-Anlagen ließen sich gut mit den schwankenden Stromangeboten aus Wind und Sonne kombinieren. „Doch mit dem Billigstrom aus abgeschriebenen Kernkraftwerken können diese kommunalen Anlagen trotz aller Effizienzvorteile kaum konkurrieren.“ Eine „Brücke“ in das Zeitalter der erneuerbaren Energien, wie die Stromkonzerne behaupten, sei die Atomenergie jedenfalls nicht, betont Reck. Statt der Brücke sei mit der Laufzeitverlängerung für Atomkraftwerke ein Damm entstanden, ein Damm des Protektionismus.
Reck ist daher davon überzeugt, dass längere Laufzeiten für Atomkraftwerke dazu führen, dem energiepolitischen Mittelstand, den Stadtwerken, systematisch den Zugang zum Markt zu verbauen. Dadurch werde – dies hätten verschiedene Studien gezeigt – der Erzeugermarkt dauerhaft durch die großen Energieversorger beherrscht. Sein Vorschlag: Die großen Energiekonzerne müssten für die längere Laufzeit ihrer Kernkraftwerke Kraftwerkskapazitäten an anderer Stelle – fossile Kraftwerke mit einem Wirkungsgrad von weniger als 39 Prozent – stilllegen.
Wer Wettbewerb will, der müsse auch für gleiche Chancen für alle Marktteilnehmer sorgen. Daher setzt sich Reck auch immer wieder deutlich dafür ein, dass die Gemeindeordnungen einzelner Bundesländer – z. B. bis 2010 in Nordrhein-Westfalen – die kommunalen Unternehmen im Wettbewerb mit den privaten Stromkonzernen nicht behindern. Echter Wettbewerb, so Reck, lasse sich nur mit einer Vielfalt an Anbietern auf dem Energieerzeugungsmarkt herstellen. Die Stadtwerke würden diesen Wettbewerb nicht scheuen, denn sie sind vor Ort für die Kunden aktiv und sichtbar. Sie investieren damit auch in die regionale Wertschöpfung, denn 80 Prozent ihrer Investitionen bleiben in ihrer Region. Damit stützen kommunale Unternehmen mit ihren milliardenschweren Investitionen die regionale Wirtschaft und damit Handwerksbetriebe und Dienstleistungsunternehmen. Darüber wurde beispielsweise aktuell in Nordrhein-Westfalen auch mit den Kammern eine gemeinsame Linie abgestimmt.

## Partei
Vertrat Reck als Politiker der CDU und später auch Vorsitzender des Wirtschaftsausschusses im Landtag Nordrhein-Westfalen noch eine klare Linie gegen die Rekommunalisierung von wirtschaftlichen Tätigkeiten, setzte er sich als Geschäftsführendes Präsidialmitglied und Hauptgeschäftsführer des Verbandes kommunaler Unternehmen e. V. (VKU) für deutlich stärkere kommunale Unternehmen ein, die in Wettbewerb mit privaten Anbietern treten sollen.
9. Oktober 2000: „Soweit kommunale Eigenbetriebe weiterhin an der Aufgabenerfüllung teilhaben und damit in Konkurrenz mit privaten Unternehmen stehen, muss der faire Wettbewerb und die steuerliche Gleichbehandlung gesichert sein. Angebot unter Wettbewerbsbedingungen heißt, dass tatsächlich Vollkosten zum Ansatz gebracht werden. Dies gilt insbesondere unter dem Gesichtspunkt der betriebswirtschaftlichen Kostenermittlung der kommunalen Eigenbetriebe. Das schließt auch ein, dass keine Quersubventionierungen geleistet werden dürfen. Bei Ausschreibungen muss die Zuverlässigkeit der Auftragserfüllung durch Instrumente, wie z. B.: zeitliche Befristung der Aufträge oder eindeutig geklärte Haftungsfragen gewährleistet bleiben. Wir erwarten, dass Kommunen diese Abwägung zwischen Kernkompetenzen und Überführung in andere Formen der Leistungserbringung in regelmäßigen Abständen vornehmen (Aufgabenkritik).“
2003: „Unser Leitantrag „Strukturwandel fördern, Stadt und Land erneuern“ ist ein Entfesselungsprogramm für Nordrhein-Westfalen, um den Weg der ökonomischen Gesundung gehen zu können. Nur durch massiven Abbau der Bürokratie und Senkung der Staatsquote lässt sich die Freiheit für die Menschen zurückgewinnen, die sie ökonomisch brauchen, um die Jobmaschine wieder in Gang zu bringen.“
3. März 2006: "Die schwarz-gelbe Landesregierung hat einen klaren ordnungspolitischen Kompass: Freiheit vor Gleichheit, Privat vor Staat, Erarbeiten vor Verteilen und Verlässlichkeit statt Beliebigkeit. Wir wollen in den nächsten 10 Jahren unser Land politisch neu ausrichten und, das muss unser Ziel sein, Bayern überholen und an der Spitze ablösen. Das ist kein technokratisches Vorhaben.
Wir brauchen eine Wiederbelebung der Sozialen Marktwirtschaft und eine Neubegründung des Wertekanons. [...] Wir brauchen eine neue Gerechtigkeit durch mehr Freiheit – vor allem unternehmerische Freiheit. Dieser Aspekt muss im Rahmen der Weiterentwicklung unseres Grundsatzprogramms fester Bestandteil sein."

## Zukunftsthemen
Die Herausforderung der Zukunft werde für Energieunternehmen auf der Ebene der Verteilnetze liegen – und damit werden Stadtwerke, so Reck, immer bedeutender. Denn gerade auf der lokalen Ebene werde der Großteil der wachsenden Zahl dezentraler Elektrizitätserzeuger mit ihren häufig fluktuierenden Einspeisungen liegen. Aufgabe müsse es sein, Verbraucher vor Ort mit diesen Anlagen intelligent zu integrieren, denn nur so könne die Vision einer nachhaltigen, überwiegend auf Effizienz und erneuerbaren Energien gestützten Versorgung Wirklichkeit werden. Kommunikations- und Energieinfrastrukturen müssten daher zu „Smart Grids“, zu intelligenten Systemen, zusammenwachsen. Um die Netze auf allen Ebenen auf einen derart zukunftsfähigen Stand zu bringen, seien umfassende Investitionen erforderlich. Zudem seien digitale, mit Kommunikationstechnik ausgestattete Stromzähler – so genannte Smart-Meter – für intelligente Netze eine wichtige Voraussetzung.
Auch der Bereich Elektromobilität sei für Stadtwerke ein Geschäftsfeld mit Zukunft. Denn die Elektrifizierung des Fahrzeugantriebs sei eine wichtige Option nachhaltiger Mobilität. In Verbindung mit intelligenten Netzen könnten die Batterien der E-Fahrzeuge zugleich als Speicher genutzt werden und einen Beitrag zum Ausgleich der fluktuierenden Einspeisung erneuerbarer Energien leisten. Aufgrund ihrer lokalen Verbundenheit verfügten Stadtwerke über optimale Voraussetzungen zur Erprobung von Elektromobilität. „Die Städte und Gemeinden und ihre Stadtwerke spielen eine zentrale Rolle, wenn Deutschland zu einem Leitmarkt für Elektromobilität werden soll. Stadtwerke betreiben die lokalen Energienetze und den öffentlichen Personennahverkehr. Stadtwerke versorgen mehr als die Hälfte der Verbraucher und damit der künftigen Nutzer von Elektromobilität mit Strom und profitieren von überdurchschnittlichen Vertrauenswerten ihrer Kunden. Wir sind es gewohnt, zusammen mit den Kommunen Lösungen zu entwickeln, die energiewirtschaftliche, verkehrs- und umweltpolitische Aspekte verknüpfen.“